# Атуель (річка)
Атуе́ль (ісп. Atuel) — річка, що тече територією аргентинських провінцій Мендоса і Ла-Пампа. Назва з мови мапудунгун перекладається як «плач». Витік знаходиться в Андах на висоті 3500 м. Впадає у Десагвадеро. На річці збудовано водосховища Рінкон-дель-Індьйо і Негро-Кемадо, каскад з чотирьох ГЕС (ГЕС Nihuil I, ГЕС Nihuil II, ГЕС Nihuil III, ГЕС Nihuil IV), її водами живиться мережа зрошувальних каналів. Річка Атуель популярна у туристів, які займаються рафтінгом.